# The Zealot Gene
Albums de Jethro Tull
50 for 50
(2018) RökFlöte
(2023)
The Zealot Gene est le vingt-deuxième album studio du groupe britannique de rock Jethro Tull. Il est sorti en 2022 sur le label InsideOut Music.
C'est le premier album studio du groupe depuis 19 ans, le précédent, The Jethro Tull Christmas Album, étant sorti en 2003.

## Fiche technique

### Chansons
Toutes les chansons sont écrites et composées par Ian Anderson.
| No  | Titre                         | Durée |
| --- | ----------------------------- | ----- |
| 1.  | Mrs. Tibbets                  | 5:53  |
| 2.  | Jacob's Tales                 | 2:12  |
| 3.  | Mine Is the Mountain          | 5:40  |
| 4.  | The Zealot Gene               | 3:54  |
| 5.  | Shoshana Sleeping             | 3:40  |
| 6.  | Sad City Sisters              | 3:41  |
| 7.  | Barren Beth, Wild Desert John | 3:38  |
| 8.  | The Betrayal of Joshua Kynde  | 4:05  |
| 9.  | Where Did Saturday Go?        | 3:52  |
| 10. | Three Loves, Three            | 3:29  |
| 11. | In Brief Visitation           | 3:01  |
| 12. | The Fisherman of Ephesus      | 3:40  |

### Musiciens

#### Jethro Tull
- Ian Anderson : chant, flûte, guitare acoustique, mandoline, sifflet, harmonica
- Florian Opahle : guitare électrique
- David Goodier : basse
- John O'Hara : piano, orgue, claviers, accordéon
- Scott Hammond : batterie

#### Musicien supplémentaire
- Joe Parrish-James : guitare sur In Brief Visitation

### Équipe de production
- Ian Anderson : production, mixage stéréo, photographie, concept de la pochette
- Michael Nyandoro : ingénieur du son
- Nick Watson : mastering
- Jakko Jakszyk : mixage 5.1 surround sound
- James Anderson : photographie
- Thomas Ewerhard : conception de l'artwork
- Tim Bowness : livret